# Застава Берлина
Државна застава Берлина има три траке црвено-бело-црвене боје, од којих две спољне пруге заузимају петину њене висине, а средња преостале три петине. Народна застава је украшена медведом, док се на државној налази грб Берлина .
Народна (грађанска) застава Западног Берлина усвојена је 26. маја 1954. године. Дизајнирао ју је Отфрида Нојбекера, дошао је на друго место на такмичењу 1952. године, а победника је одбио Сенат . Медвед је постављен благо од центра улево. Медвед се могао наћи на печатима, новчићима и прстеновима за печате још од касног 12. века, вероватно због повезаности са именом града. 

Државна застава замењује медведа са пуним грбом, са медведом унутар грба. Као државна застава Западног Берлина, постала је застава целог града након поновног уједињења Немачке 1990. године  Пре тога је била и поморска застава, пошто ниједна друга постојећа застава није могла да се користи. Пропорције заставе су 3:5.  Од 2007. закон је донет да Берлин користи само једну заставу.

## Историјске заставе
Између 1618. и 1861. двобојна боја црне преко беле коришћена је и као грађанска и државна застава.
Између 1861. и 1912. коришћена је хоризонтална трикола („ тробојка “) црне, црвене и беле у пропорцијама 2:3. Заставу је дизајнирао Ернст Фидицин на основу боја Бранденбурга, након што је Вилхелма I крунисан.
Од 1955. године, источни Берлин је имао додатак две беле пруге које су заузимале спољне половине горње и доње црвене пруге, и мало другачији дизајн за медведа унутар заштитног штита, на врху са круном. . Застава Западног Берлина је усвојена за цео Берлин после 1990. године.
- Застава Берлина, 1618–1861
- Застава Берлина, 1861–1912
- Застава Берлина, 1913–1934 (Civil Flag, 1913–1954)
- Државна застава Берлина 1934–1954
- Застава Источног Берлина, 1954–1990
- Застава Западног Берлина, 1954–1990

## Дани заставе
Сенатор за унутрашње послове и спорт одредио је неколико званичних дана заставе. 
| Датум                    | Име | Разлог                                                                                                 |
| ------------------------ | --- | --- |
| 27 јануар                | Дан сећања на жртве националсоцијализма                                                                          | годишњица ослобођења концентрационог логора Аушвиц (1945.)                                             |
| 8 март                   | Међународни дан жена                                                                                             | Међународни дан жена је државни празник у Берлину од 2018                                              |
| 18 март                  | годишњице 18. марта 1848                                                                                         | Годишњица устанака током Немачке револуције (1848)                                                     |
| 1. мај                   | Празник рада | Основан за немачке раднике да демонстрирају за промоцију радничких права                               |
| 8. мај                   | Дан сећања на ослобођење од националсоцијализма                                                                  | Годишњица победе у Европи 1945.                                                                        |
| 9. мај                   | Дан Европе | годишњица Шуманове декларације (1950.)                                                                 |
| 23. мај                  | Дан уставности                                                                                                   | годишњица немачког основног закона (1949)                                                              |
| 17. јун                  | Годишњица 17. јуна 1953                                                                                          | Годишњица устанка 1953. у Источном Берлину и Источној Немачкој                                         |
| 20. јун                  | Дан сећања на жртве депортације                                                                                  | Уведен 2015. године од стране немачке савезне владе ( Светски дан избеглица )                          |
| 20. јул                  | годишњице 20. јула 1944                                                                                          | Годишњица завере око Клауса фон Штауфенберга који је безуспешно покушао да убије Адолфа Хитлера (1944) |
| 3. октобар               | Дан немачког јединства                                                                                           | годишњица уједињења Немачке (1990.)                                                                    |
| 9. новембар              | Дан сећања на Новембарску револуцију и проглашење Републике (1918), новембарске погроме (1938) и пад зида (1989) | |
| Друга недеља пред Адвент | Дан жалости народа                                                                                               | У знак сећања на све погинуле у рату                                                                   |